# Petrocino Casaleschi
Petrocino Casaleschi (Ferrara, ultimo ventennio del XIII secolo – Ravenna, 1369) è stato un arcivescovo cattolico, teologo e giurista italiano.

## Biografia
Noto a Ferrara come giurista e teologo, presto lasciò lo stato laicale per farsi benedettino ed entrò nel celebre monastero di San Bartolomeo extra muros nel quale divenne celebre per la condotta morigerata e la vasta erudizione. Delle sue qualità giunse a conoscenza papa Giovanni XXII che il 1º aprile 1323 lo creò abate del monastero di San Cipriano di Murano.
Il 10 giugno 1351 divenne vescovo di Torcello, nomina che, come sempre, ricoprì con il massimo dell'impegno, organizzando numerose visite diocesane. Invero dovette avere anche delle indiscusse capacità politiche visto che, il 1º settembre 1353, Egidio Albornoz lo nominò rettore della Romagna, confermandolo fino al 28 febbraio 1357.
Il 26 aprile 1362 divenne arcivescovo di Ravenna. Negli anni seguenti fu vicario generale della Romagna.
Pur essendo un noto esperto di diritto, di lui non resta alcuna opera in tal senso, forse perché dedicò la sua vita totalmente ai doveri pastorali concedendosi solo qualche rapporto con l'Università di Padova.